# Selsawet Matykaly
Der Selsawet Matykaly, Matykalski Selsawet (belarussisch Матыкальскі сельсавет; russisch Мотыкальский сельсовет) ist eine Verwaltungseinheit im Rajon Brest in der Breszkaja Woblasz in Belarus. Das Zentrum des Selsawets ist das Dorf Matykaly. Matykalski Selsawet umfasst 18 Dörfer und 1 Chutar.